# 1965-ös Formula–1 olasz nagydíj
Az olasz nagydíj volt az 1965-ös Formula–1 világbajnokság nyolcadik futama, amelyet 1965. szeptember 12-én rendeztek meg az olasz Autodromo Nazionale Monzán, Monzában.

## Futam
Minden idők egyik legizgalmasabb versenye volt ez a gyors monzai pályán. Jim Clark indult az első helyről, John Surtees és Graham Hill a nyomában. Felváltva egymás a 76. körös versenyen negyvenszer változott a vezető személye. Clark a 63. körben kénytelen volt kiállni benzinpumpa törés miatt. Ezután a két BRM-es pilóta üldözte egymást, Hill az utolsó kör utolsó kanyarjában hibázott, megcsúszott autója, Jackie Stewart megelőzte 3,3 másodperccel, és első nagydíját nyerte meg.
| Helyezés | Rajtszám | Versenyző          | Csapat/Motor   | Futott kör | Idő/Kiesés oka | Rajthely | Pont |
| -------- | -------- | ------------------ | -------------- | ---------- | -------------- | -------- | ---- |
| 1        | 32       | Jackie Stewart     | BRM            | 76         | 2h04:52,8      | 3        | 9    |
| 2        | 30       | Graham Hill        | BRM            | 76         | + 3,3          | 4        | 6    |
| 3        | 12       | Dan Gurney         | Brabham-Climax | 76         | + 16,5         | 9        | 4    |
| 4        | 4        | Lorenzo Bandini    | Ferrari        | 76         | + 1:15,9       | 5        | 3    |
| 5        | 16       | Bruce McLaren      | Cooper-Climax  | 75         | + 1 kör        | 11       | 2    |
| 6        | 40       | Richard Attwood    | Lotus-BRM      | 75         | + 1 kör        | 13       | 1    |
| 7        | 42       | Jo Bonnier         | Brabham-Climax | 74         | + 2 kör        | 14       |      |
| 8        | 18       | Jochen Rindt       | Cooper-Climax  | 74         | + 2 kör        | 7        |      |
| 9        | 38       | Innes Ireland      | Lotus-BRM      | 74         | + 2 kör        | 18       |      |
| 10       | 24       | Jim Clark          | Lotus-Climax   | 63         | Üzemanyagpumpa | 1        |      |
| 11       | 26       | Mike Spence        | Lotus-Climax   | 62         | Generátor      | 8        |      |
| 12       | 6        | Nino Vaccarella    | Ferrari        | 58         | Motorhiba      | 15       |      |
| 13       | 50       | Roberto Bussinello | BRM            | 58         | Olajnyomás     | 21       |      |
| 14       | 20       | Richie Ginther     | Honda          | 56         | Gyújtás        | 17       |      |
| Ki       | 14       | Denny Hulme        | Brabham-Climax | 46         | Felfüggesztés  | 12       |      |
| Ki       | 46       | Frank Gardner      | Brabham-BRM    | 45         | Motorhiba      | 16       |      |
| Ki       | 44       | Jo Siffert         | Brabham-BRM    | 43         | Váltóhiba      | 10       |      |
| Ki       | 28       | Geki               | Lotus-Climax   | 37         | Váltóhiba      | 20       |      |
| Ki       | 8        | John Surtees       | Ferrari        | 34         | Kuplung        | 2        |      |
| Ki       | 22       | Ronnie Bucknum     | Honda          | 27         | Gyújtás        | 6        |      |
| Ki       | 48       | Masten Gregory     | BRM            | 22         | Váltóhiba      | 23       |      |
| Ki       | 10       | Giancarlo Baghetti | Brabham-Climax | 12         | Motorhiba      | 19       |      |
| Ki       | 52       | Giorgio Bassi      | BRM            | 8          | Motorhiba      | 22       |      |

## Statisztikák
Vezető helyen:
- Jim Clark 19 kör (1–2., 4., 7., 10., 18., 21., 27., 33–36., 38., 44., 46., 51., 53–54. és 57.)
- Graham Hill 13 kör (3., 5., 25–26., 28., 40., 45., 50., 55–56., 70–71. és 73.)
- Jackie Stewart 43 kör (6., 8–9., 11–14., 16–17., 19–20., 22–24., 29–32., 37., 39., 41–43., 47–49., 52., 58–69., 72. és 74–76.)
- John Surtees 1 kör (15.)

Jackie Stewart 1. győzelme, Jim Clark 23. pole-pozíciója, 23. leggyorsabb köre.
- BRM 11. győzelme.